# Корронсак
Корронса́к (фр. и окс. Corronsac) — коммуна во Франции, находится в регионе Юг — Пиренеи. Департамент — Верхняя Гаронна. Входит в состав кантона Монжискар. Округ коммуны — Тулуза.
Код INSEE коммуны — 31151.

## География

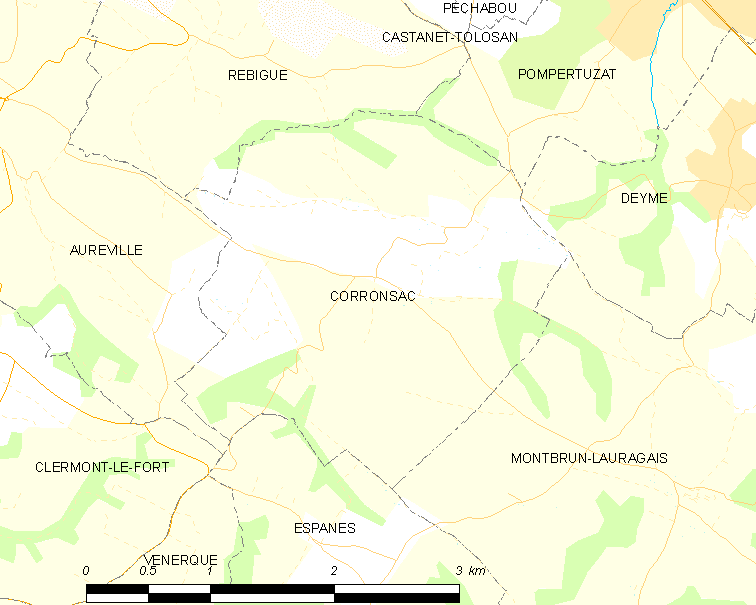
Карта коммуны

Коммуна расположена приблизительно в 610 км к югу от Парижа, в 16 км к югу от Тулузы.

## Климат
Климат умеренно-океанический. Зима мягкая и снежная, весна характеризуется сильными дождями и грозами, лето сухое и жаркое, осень солнечная. Преобладают сильные юго-восточные и северо-западные ветры.

## Население
Население коммуны на 2010 год составляло 712 человек.
| 1962 | 1968 | 1975 | 1982 | 1990 | 1999 | 2010 |
| ---- | ---- | ---- | ---- | ---- | ---- | ---- |
| 159  | 140  | 207  | 335  | 412  | 447  | 712  |

## Экономика
В 2010 году среди 463 человек трудоспособного возраста (15—64 лет) 369 были экономически активными, 94 — неактивными (показатель активности — 79,7 %, в 1999 году было 77,3 %). Из 369 активных жителей работали 351 человек (178 мужчин и 173 женщины), безработных было 18 (8 мужчин и 10 женщин). Среди 94 неактивных 48 человек были учениками или студентами, 34 — пенсионерами, 12 были неактивными по другим причинам.

## Достопримечательности
- Замок Борегар
- Замок Юрто